# Симановський Василь Лаврович
Васи́ль Ла́врович Симано́вський (12.04.1871, Полтава, Полтавська губернія — кінець 1918, Кобеляки) — підполковник Російської імператорської армії (з 1917 року — полковник), учасник Першої світової війни і Білого руху на Півдні Росії та в Україні, один з найближчих соратників Лавра Корнілова, першопохідник, командир одного з перших загонів Добровольчої армії — Загону полковника Симановського. Вбитий наприкінці 1918 року в містечку Кобеляки Полтавської губернії бандитами.

## Біографія
Відомостей про життя Василя Симановського до Першої світової війни вкрай мало. Народився у Полтаві, є також версія, що він народився у містечку Кобеляки Полтавської губернії в другій половині 19 ст. Юнаком пішов на військову службу.

### УчасникПершої світової віни
Наприкінці війни Симановський мав чин підполковника та командував 467-м Кінбурнським полком 117-ї піхотної дивізії. Після серпня 1917 року отримав чин полковника. 10 серпня 1917 року за бойові заслуги був нагороджений орденом Святого Георгія 4-го ступеню.

### Учасник Білого руху
Після жовтня 1917 року залишив фронт та перебрався на Дон до міст формування Добровольчої армії. У грудні 1917 року сформував з добровольців офіцерський загін Загін полковника Симановського), який чисельністю доходив до батальйону, у складі чотирьох рот. Чільником свого загону брав участь у боях при відході частин Добровольчої армії під керівництвом полковника Кутепова від Таганрогу до Ростова-на-Дону. Після реорганізації Добровольчої армії 11-12 лютого 1918 року в станиці Ольгинській загін Симановського увійшов до складу Корніловського ударного полку. У Першому кубанському поході Симановський командував батальйоном цього полку.
 Після загибелі при штурмі Катеринодару 13 квітня 1918 року Лавра Корнілова Симановський, який був одним з найближчих його соратників, залишив Добровольчу армію та повернувся до рідної Полтавської губернії.
Наприкінці 1918 року Симановського вбили бандити на вулиці містечка Кобеляк.

## Спогади про Симановського
Учасник Білого руху Роман Гуль написав про Симановського такі рядки:

| «Я ... був польовим ад'ютантом командира полку бравого полковника Василя Лавровича Симановського. В. Л. був кадровий офіцер, по крові чистий українець, з «білим хрестиком» в петлиці - за хоробрість. Більшовизм (та й Керенського) він ненавидів надзвичайно люто. Залишався я на фронті до повного його розкладу, поки Василь Лаврович мені не сказав: «Ну, Рома, їдьте-но Ви додому до вашої Пензи». І я виїхав до Пензи, в солдатському вагоні, що був переповнений озвірілими та оскаженілими за війну, та ще й п'яними дезертирами... Наприкінці 1917 року В. Л. Симановський (він був близьким до генерала Л. Г. Корнілова) прислав мені до Пензи нарочного, кличучи все залишити та пробиратися на Дон до Корнілова. «Підемо на Москву... наш полк буде охороняти Установчі збори!». На жаль, нічого цього не сталося: ані Москви, ані полку, ані Установчих зборів. Оригінальний текст (рос.) ... Я ... был полевым адъютантом командира полка — бравого полковника Василия Лавровича Симановского. В.Л. был кадровый боевой офицер, по крови чистый украинец, с «белым крестиком» в петлице — за храбрость. Большевизм (да и Керенского!) он ненавидел совершенно люто. Оставался я на фронте до полного его развала, пока Василий Лаврович мне не сказал: «Ну, Рома, езжайте-ка домой в вашу Пензу!». И я уехал в Пензу в солдатской теплушке, переполненной озверелыми и одичавшими за войну, да еще пьяными, дезертирами... В конце 1917 года В. Л. Симановский (он был близок к генералу Л. Г. Корнилову) прислал ко мне в Пензу нарочного, зовя бросить все и пробираться на Дон к Корнилову. «Пойдем на Москву... наш полк будет охранять Учредительное собрание!». Увы, ничего этого не случилось: ни Москвы, ни полка, ни Учредительного собрания. |